# عائلة بيرنبرغ
عائلة بيرنبرغ (ـعني باللغة الهولندية «الدب الجبلي») هي عائلة فلمندية من الهانزيتين طبقة التجار والمصرفيين وأعضاء مجلس الشيوخ في هامبورغ، ولها فروع في لندن وليفورنو ومدن أوروبية أخرى. تنحدر العائلة من الأخوين هانز وبول بيرنبرغ من مقاطعة أنتويرب، اللذان جاءا كلاجئين بروتستانت إلى الإمبراطورية الحرة لهامبورغ بعد سقوط أنتويرب في عام 1585 وأقاموا بإنشاء ما يعرف الآن ببنك بيرينبيرج في هامبورغ في عام 1590. كانت عائلة بيرنبيرج من تجار القماش وأصبحوا ضالعين في الأعمال المصرفية التجارية في القرن السادس عشر. نظرًا لإستمرارية وجود البنك منذ عام 1590، فإن بنك بيرينبيرج هو أقدم بنك تجاري على قيد الحياة في العالم.
أندثر فرع العائلة من الذكور عند إليزابيث بيرنبرغ (1749-1822)؛ التي كانت متزوجة من يوهان هينريك جوسلر، الذي أصبح شريكًا للمصرف في عام 1769. منذ أواخر القرن الثامن عشر، احتلت عائلة جوسلر، بصفتها مالكة لمصرف بنك بيرينبيرج، مكانًا بارزًا في هامبورغ، واعتبرت مع عائلة أمسنك إحدى أبرز العائلتين واسعتي النفوذ في هامبورغ. لاحقا في عهد مقاطعة بروسيا حصل فرع العائلة بيرنبرغ-جوسلر على لقب بارون (كانت هامبورغ جمهورية وليس لديها نبلاء). كان العديد من أفراد عائلات بيرنبرغ وجوسلر في مجلس الشيوخ في هامبورغ من عام 1735، وأصبح حفيد إليزابيث بيرينبيرغ هيرمان جوسلر رئيسًا لهامبروغ التي تعتبر مدينة لكنها جمهورية أي شبه مستقلة ولديها برلمان. يصف ريتشارد جي إيفانز الأسرة بأنها «إحدى العائلات التجارية الكبرى في هامبورغ». تسمى جزر جوسلر في أنتاركتيكا باسم العائلة. يعتبر إليزابيث بيرنبرغ ويوهان هينريك غوسلر في الوقت الحاضر أحفاد لهذه العائلة التي حملت أسماء أخرى شملت جوسلر، بيرنبرغ-جوسلر، فيجنر، باوس، برنستورف وأسماء أخرى.
أسس أعضاء عائلة بيرنبرغ العديد من الشركات الأخرى. كان فرع العائلة في لندن من التجار البارزين في الهند الغربية منذ القرن السابع عشر وشارك في تأسيس شركة ماير آند بيرنبرغ في لندن. كانت بيرنبرغ-جوسلر وشركائه أكبر شركة محاماة في هامبورغ واندمجت فيما بعد في شركة المحاماة الحالية تايلور ويسينج.

## معرض صور

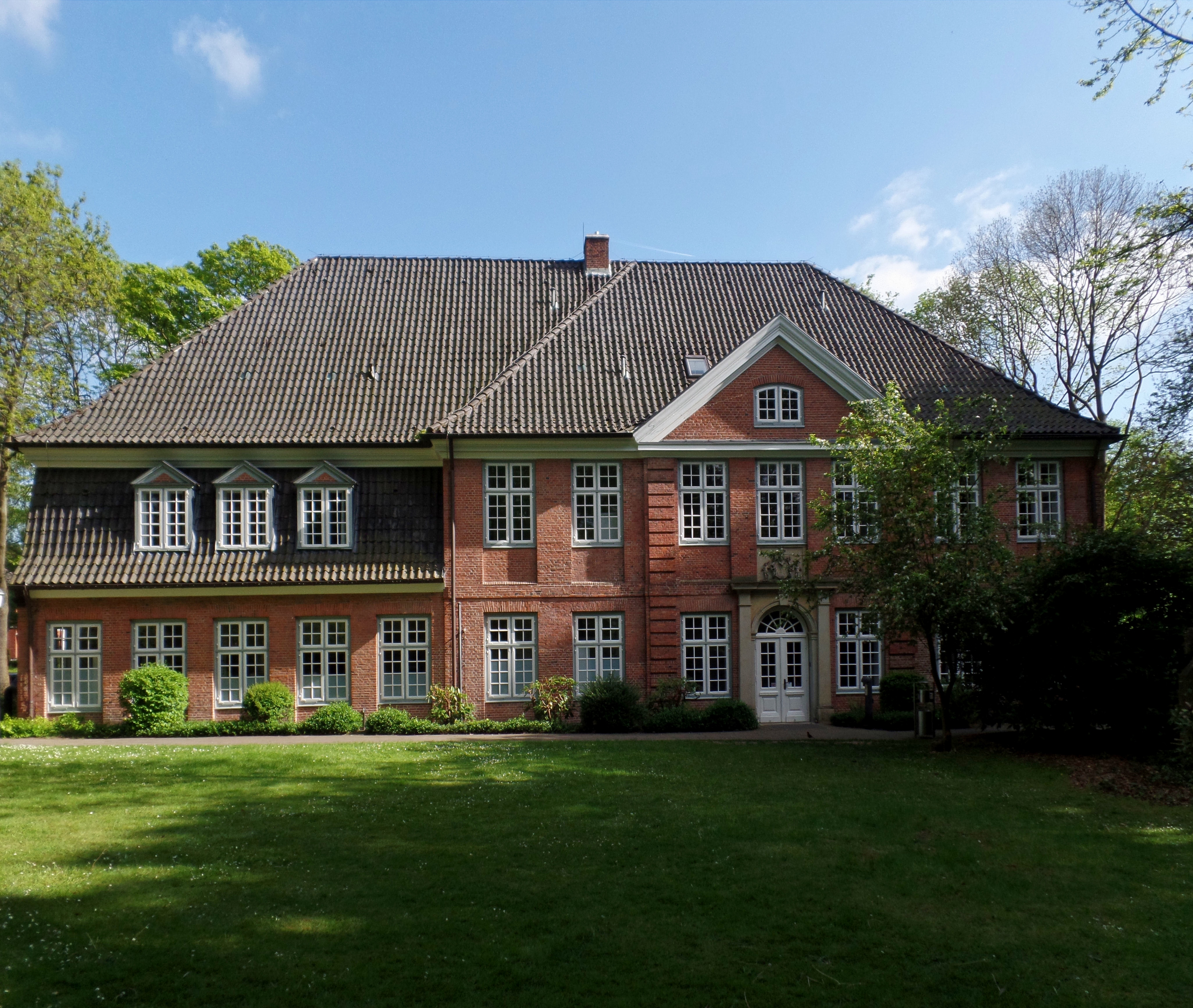
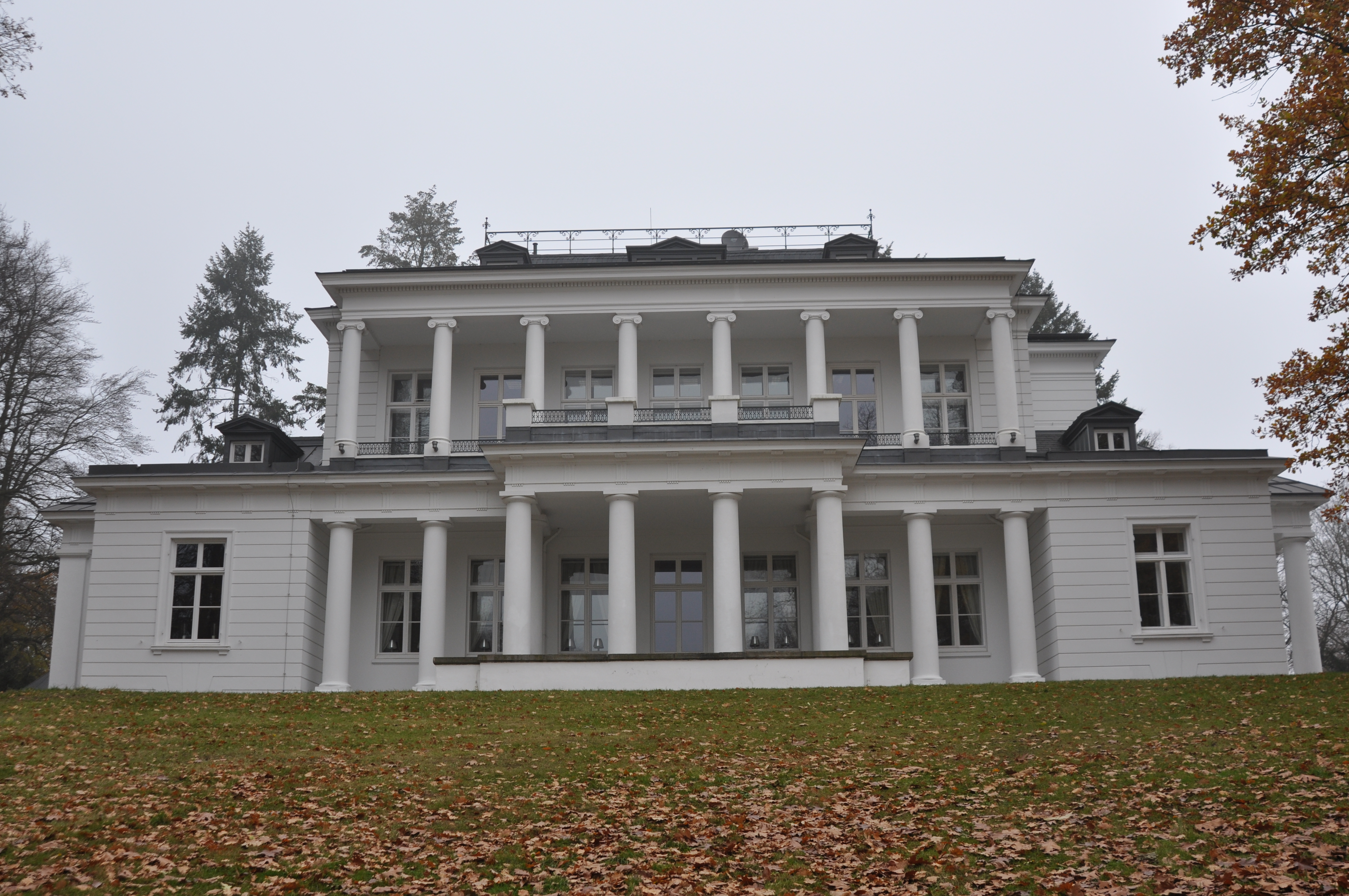
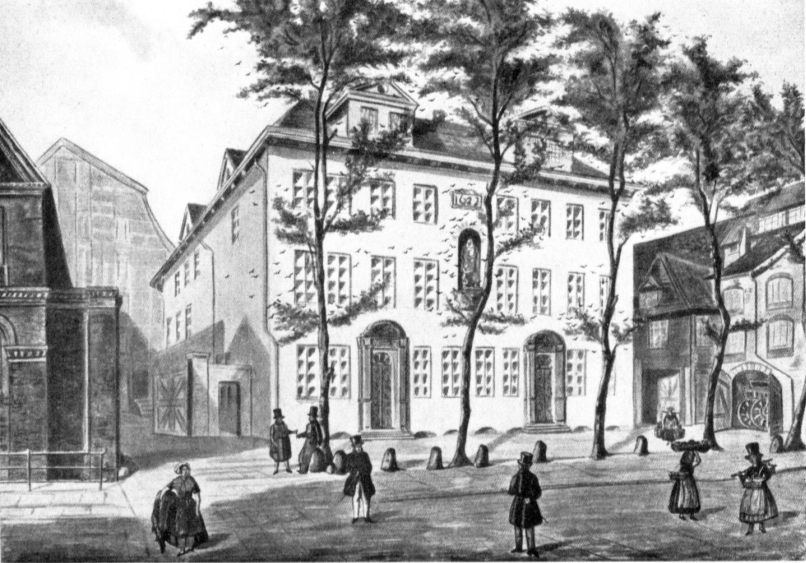
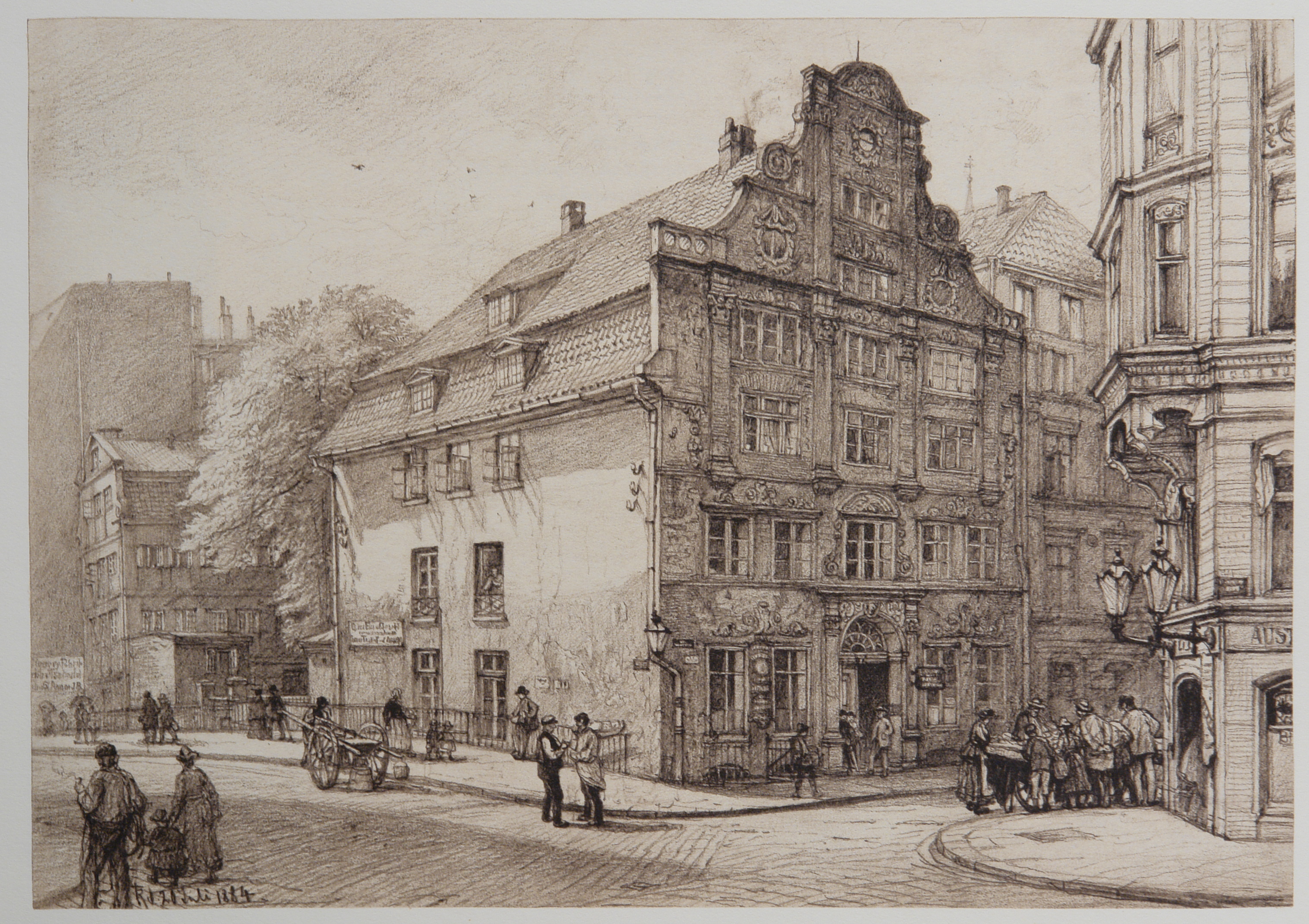